# 杜老誌道

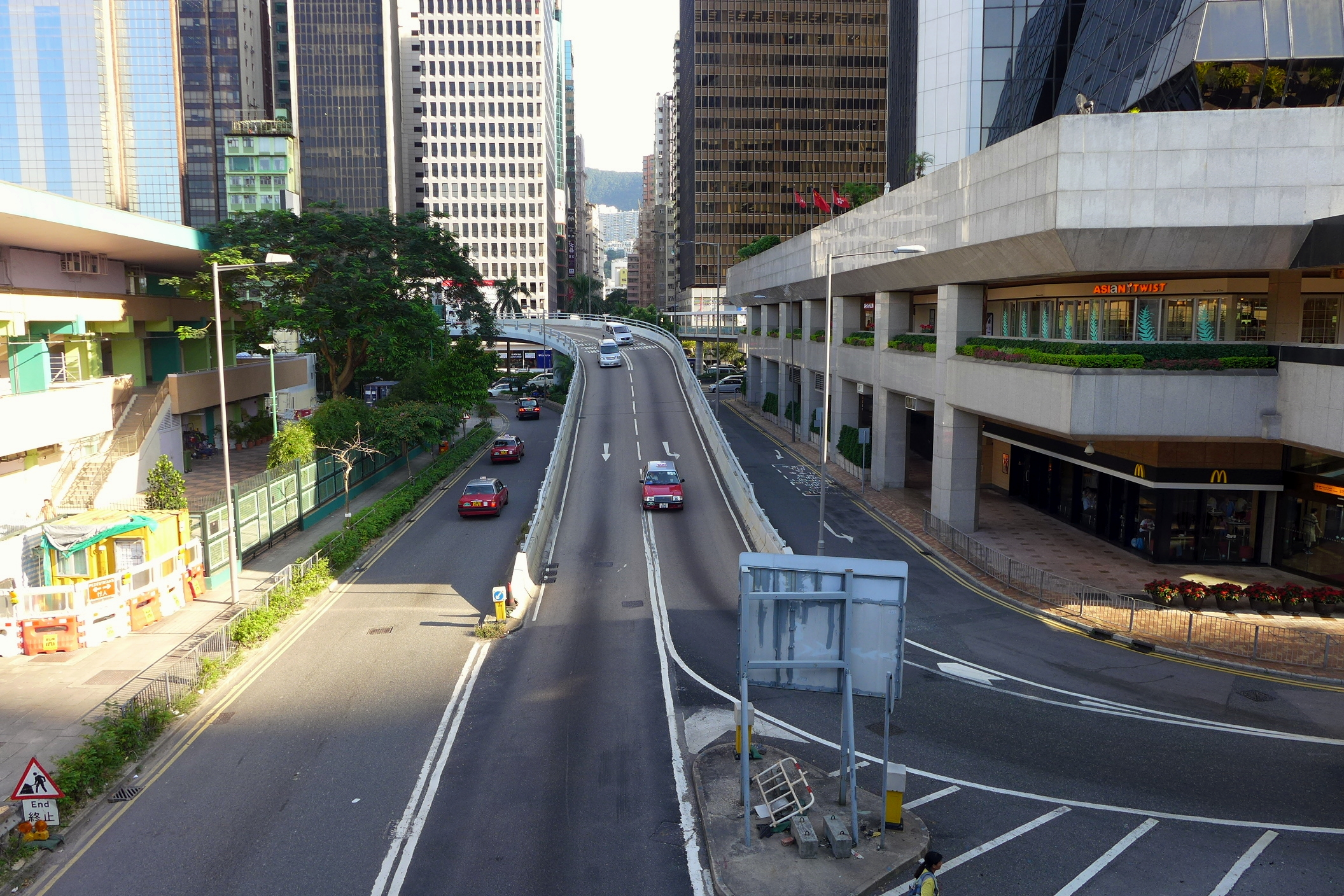
杜老誌道近新鴻基中心

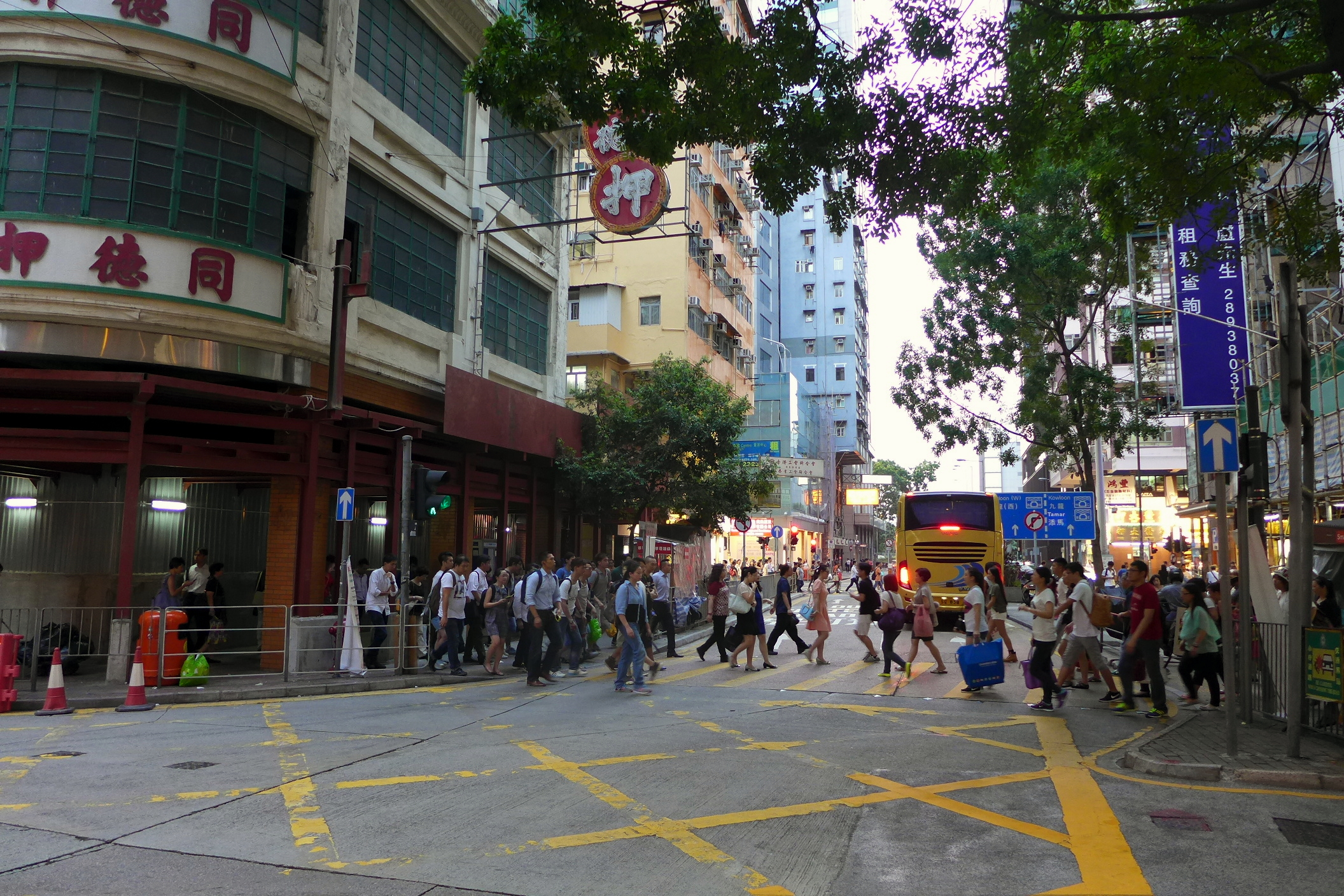
杜老誌道近已拆卸的同德押 (2015年8月)

杜老誌道（英語：Tonnochy Road）是香港灣仔的一條道路，南北走向，大部份路段為四線雙程行車。道路南段連接軒尼詩道近集成中心一帶，中間被告士打道所隔，北段則到達海邊的鴻興道。此外，告士打道西行亦有雙線單程行車天橋，接駁杜老誌道北段。

## 歷史
1922年，香港政府進行了灣仔第一期填海工程，直到1928年完成，海岸線為現時的告士打道。工程包括興建數條連接軒尼詩道及告士打道的縱向道路，而這條便以前香港布政司杜老誌命名，紀念他對香港的貢獻。
1960年代灣仔再次進行填海，當局於告士打道的北部興建這條道路的延長段，但與舊段被告士打道所隔，車輛無法直接穿過。
杜老誌道一帶曾經是香港夜生活地區之一，杜老誌道的杜老誌舞廳於1948年開業，至1984年改成新杜老誌夜總會，曾經是昔日香港紙醉金迷的象徵。但隨著夜總會的式微及經濟不景，於2002年6月結業，成為歷史。

## 沿路著名地點
- 同德押（於2015年拆卸）
- 新鴻基中心
- 會展站
- 灣仔運動場
- 灣仔訓練池
- 資本中心

## 重大事件
- 1998年城巴翻側意外，5死58傷

## 外部連結
维基共享资源上的相關多媒體資源：杜老誌道